# NGC 1954
NGC 1954 је спирална галаксија у сазвежђу Зец која се налази на NGC листи објеката дубоког неба.
Деклинација објекта је - 14° 3' 44" а ректасцензија 5h 32m 48,3s. Привидна величина (магнитуда) објекта NGC 1954 износи 11,8 а фотографска магнитуда 12,6. Налази се на удаљености од 39,3000 милиона парсека од Сунца. NGC 1954 је још познат и под ознакама MCG -2-15-3, NPM1G -14.0248, IRAS 05305-1405, PGC 17422.